# Alliance française de Bologne
L'Alliance française de Bologne est un centre culturel franco-italien spécialisé dans l'enseignement de la langue française, l'organisation et la réception d'événements culturels dans la ville de Bologne et dans la région d'Émilie-Romagne. Créée en 1946, elle collabore étroitement avec l’Ambassade de France en Italie et l'Institut Goethe, avec lequel elle partage son siège depuis 2006. C'est la plus ancienne Alliance française en Italie.
Membre du réseau de la Fédération des Alliances Françaises en Italie, c’est un lieu de dialogue interculturel, un forum de débats favorisant la compréhension entre les peuples au sein ou en dehors de l’Europe, un espace de découverte des traditions et des innovations de la France et des pays francophones.

## Historique
L’Alliance française est présente à Bologne depuis 1946. Elle fut créée par un groupe de professeurs universitaires, dont Vittorio Lugli, sous le nom d'Association des Amis de la France (Associazione Amici della Francia) au lendemain de la Seconde Guerre mondiale. Elle change par la suite de nom et devient l’Association culturelle Italo-Française marquée par la présidence de Liano Petroni, puis la Maison Française pour enfin prendre le nom d'Alliance Française de Bologne en 2006. Le nouveau siège de l’Alliance française, occupé depuis 1919 par les Asili Infantili de Bologne, a été inauguré le 5 octobre 1989 par le président François Mitterrand  en présence de César. L’Alliance française a accueilli au fil des années de grandes personnalités françaises et francophones comme Louis Aragon, Eugène Ionesco, Georges Perec, Philippe Noiret, Lionel Jospin ou encore Georges Duby.

## Les Activités du centre

### Cours de langue française et formation
Centre officiel de langue et de culture française dans le centre historique de Bologne, l’Alliance française propose des cours de langue française conforme au Cadre européen commun de référence pour les langues et tenus par des enseignants spécialisés en Français Langue Étrangère (FLE).
L’Alliance française de Bologne est le centre d’examen officiel au niveau régional pour l’obtention du DELF (Diplôme d’Études en Langue Française) et du DALF (Diplôme Approfondi de Langue Française), examens officiels de certifications internationales du Ministère de l'Éducation nationale.
À cela, s’ajoute une formation enrichissante pour les professeurs de français de l’École publique italienne, en collaboration avec le Bureau Scolaire de l’Émilie-Romagne (Ufficio Scolastico) et également des cours de communication, de français professionnel, de conversation, ou encore des ateliers de traduction.

### Activités culturelles
L’Alliance française offre une large palette d’activités culturelles, pouvant se dérouler au siège de l'Alliance ou en dehors (cinémathèque, salle de concert...), en collaboration avec diverses institutions publiques et/ou privées de la ville et de la région. On y organise ainsi des rétrospectives de cinéma français en partenariat avec la Cinémathèque de Bologne, des conférences, des rencontres avec des auteurs et des personnalités du monde culturel français, francophone et italien, des expositions d’art et de photographies, des concerts en collaboration avec le Bologna Festival, le Bologna Jazz Festival e AngelicA. Elle programme également des séances cinématographiques en langue originale et divers concours (dictée, poésie...)
L’Alliance française de Bologne est en étroite collaboration avec l’Institut français d'Italie (antenne culturelle de l’Ambassade) pour la plupart des grands évènements culturels.

#### Expositions
De nombreuses expositions sont organisées chaque année en relation avec des photographes, des artistes mais aussi avec des écoles artistiques dont l’Académie des Beaux-Arts de Bologne, l’École nationale supérieure des arts décoratifs (ENSAD) de Paris, le Hochschule für Angerwandte Wissenschaften de Hambourg, l’Université des Arts de Kyoto, l’École Parson The New School for Design de New York et l’Escola Massana d’Art et Disseny de Barcelone.
L'Alliance française a ainsi hébergé une exposition en hommage à Morandi, peintre bolonais du XXe siècle, réalisée par César en partenariat avec Umberto Eco en octobre 1989. On peut également citer les expositions de dessins originaux de Wolinski en 1990, de photographies de Robert Doisneau en 1995, de collages de Matisse en 2000 et enfin une exposition de sculptures d'Arman.

#### Conférences, rencontres et séminaires
L'Alliance française de Bologne est un lieu de rencontres, de débats et de partage. C'est dans cette optique qu'elle accueille de nombreuses conférences en collaboration avec la ville de Bologne, l'Université de Bologne et les théâtres de la ville. Des sujets divers y sont abordés allant de l'actualité à la littérature ou à l’œnologie par exemple. Des écrivains, politiciens, sociologues, professeurs viennent régulièrement tenir des séminaires. C'est ainsi le cas de Michel Butor, Nathalie Sarraute, Lionel Jospin, Tahar Benjelloun, Alain Touraine ou encore Ignacio Ramonet et ses séminaires du Monde diplomatique. 

#### Festivals, concerts  et Fête de la Musique
L’Alliance française participe aux programmes de coopération artistique de L’Ambassade de France en Italie via l’Institut français d'Italie. Elle participe aux initiatives culturelles de l'Institut français comme aux festivals  « Suona Francese  », « Rendez-vous Nuovo Cinema Francese » ou encore « La France si muova ». 
Elle organise, en partenariat avec l'Institut Goethe, chaque 21 juin la Fête de la musique, largement diffusée en France et qui se fait connaître peu à peu en Italie. Au cours de cette journée, les groupes locaux mais aussi des groupes francophones sont conviés à se produire sur scène. 

## Contexte local
Avec son université, la plus ancienne du monde occidental, Bologne est une ville universitaire accueillant chaque année des milliers d’étudiants de toute l’Italie qui animent sa vie sociale et culturelle. C'est donc dans une ville à la population jeune et dynamique (septième ville d'Italie) que s'est implantée l'Alliance française. Le centre historique de la cité médiévale a bien su se conserver avec ses tours et ses innombrables arches inscrites au patrimoine de l’UNESCO. La ville, dont les premières traces datent de 1000 ans av. J.C., a toujours été un centre urbain de grande importance, d’abord sous les Étrusques, puis les Romains, au Moyen Âge et comme cité-état. Important centre culturel et artistique, la ville peine toutefois à être reconnue, par manque d’un chef-d’œuvre de renommée mondiale qui puisse attirer les touristes. Toutefois, son importance artistique et monumentale est basée sur un ensemble homogène de monuments d’intérêt architectural (les tours médiévales, les palais d’époque, les églises, la structure du centre historique) et d’œuvres d’art, fruit d’une histoire architecturale et artistique. 

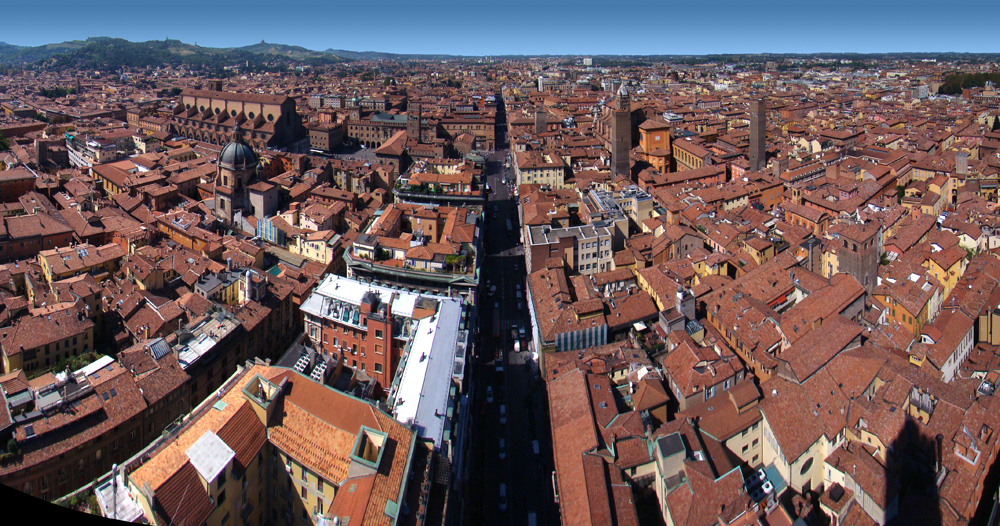
Centre historique de Bologne

La ville accueille des institutions culturelles, économiques et politiques prestigieuses. En 2000, Bologne était la capitale européenne de la culture et en 2006, la ville UNESCO de la musique. Elle a également été conviée à participer à l’Exposition universelle de 2010 à Shanghai avec 45 autres villes.